# Península de la Baixa Califòrnia
La Península de Baixa Califòrnia o simplement la Baixa Califòrnia, és una península de l'oest de Mèxic. S'estén per 1.250 quilòmetres des de la ciutat de Mexicali fins a la ciutat de Cabo San Lucas, al sud, i separa l'oceà Pacífic del Golf de Califòrnia o Mar de Cortés.

## Història

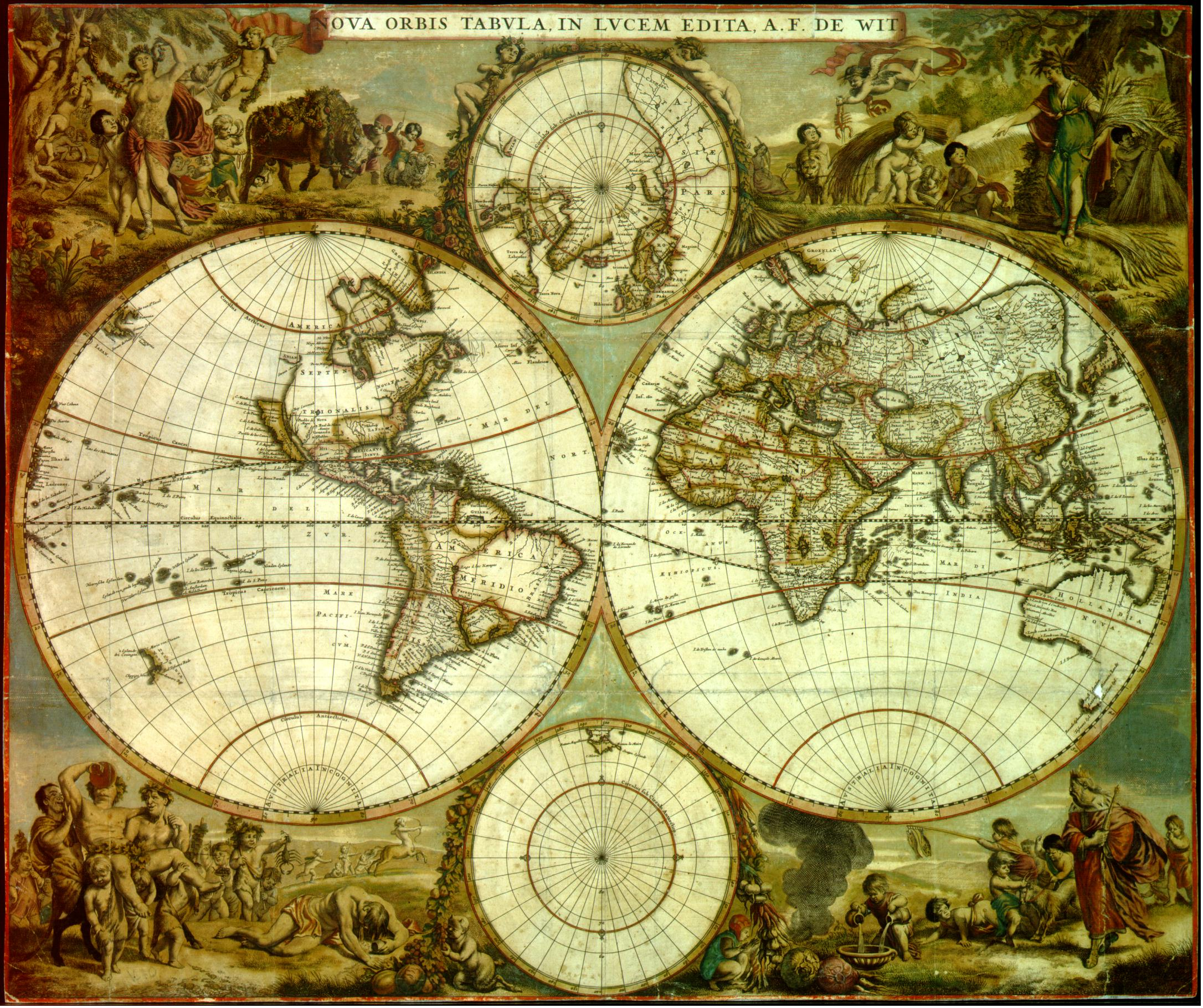
Mapa del món amb l'"illa" de Califòrnia

Durant l'era dels descobriments, Califòrnia existia com a idea abans de ser descoberta. La primera vegada que la regió va ser esmentada en un escrit, va ser en la novel·la de Las Sergas de Esplandián, de Garci Rodríguez de Montalvo, el 1510. El llibre descrivia l'illa de Califòrnia a l'oest del Carib, a prop "del Paradís Terrenal; poblat de dones negres, sense cap home, ja que viuen a l'estil de les amazones". La recerca d'aquest paradís terrenal, o del mític estret d'Anián, van portar Hernán Cortés, després de la conquesta de Mèxic, a la regió de la Baixa Califòrnia durant les dècades de 1530 i 1540, creuant la mar de Cortés. Les expedicions van corroborar que Califòrnia era, de fet, una península. Tanmateix, la idea de Califòrnia com a illa va perdurar durant més d'un segle i va ser inclosa com a tal en molts mapes de l'època. Els espanyols van batejar la península i la regió al nord com a "Califòrnia", i van pertànyer al virregnat de la Nova Espanya.
El segle xviii la Califòrnia es va dividir en dues províncies: l'Alta Califòrnia i la Baixa Califòrnia per separar les missions franciscanes de les missions dominiques. Després de la independència de Mèxic, ambdues províncies es van integrar com a territoris de la federació mexicana. El 1846, l'Alta Califòrnia va ser annexada pels Estats Units d'Amèrica, després de la Guerra Estats Units - Mèxic. La Baixa Califòrnia es va dividir, el 1850 en els territoris de la Baixa Califòrnia i la Baixa Califòrnia Sud, que durant el segle xx van esdevenir estats de la federació mexicana.

## Muntanyes
Una sèrie de cadenes de muntanyes s'estén de nord a sud de la península: 
- la Sierra Juárez,[5] al nord;
- la Sierra San Pedro Mártir,[6] al sud de la Sierra Juárez, amb altituds superiors. El pic més alt és el Cerro de la Encantada a 3096 m;[7]
- el complex volcànic de Tres Vírgenes, a la meitat de la península, en la frontera entre els estats de Baixa Califòrnia i Baixa Califòrnia sud.[8]
- la Sierra de la Laguna, a la punta sud de Baixa Califòrnia Sud, amb una altitud màxima de 2406 m;[9]

Les badies del Golf de Califòrnia són considerades riques en biodiversitat, i moltes d'elles són protegides com a santuaris naturals pel govern mexicà.

## Ciutats principals
1. Tijuana (Tijuana, B.C.)[10]
2. Mexicali (Mexicali, B.C.)[11]
3. Ensenada (Ensenada, B.C.)[12]
4. Tecate (Tecate, B.C.)[13]
5. San Quintín (San Quintín, B.C.)[14]
6. Loreto (Loreto, B.C.S.)[15]
7. Cabo San Lucas (Los Cabos, B.C.S.)[16]
8. San José del Cabo (Los Cabos, B.C.S.)[17]
9. La Paz (La Paz, B.C.S.)[18]
10. Rosarito (Rosarito, B.C)[19]

## Península

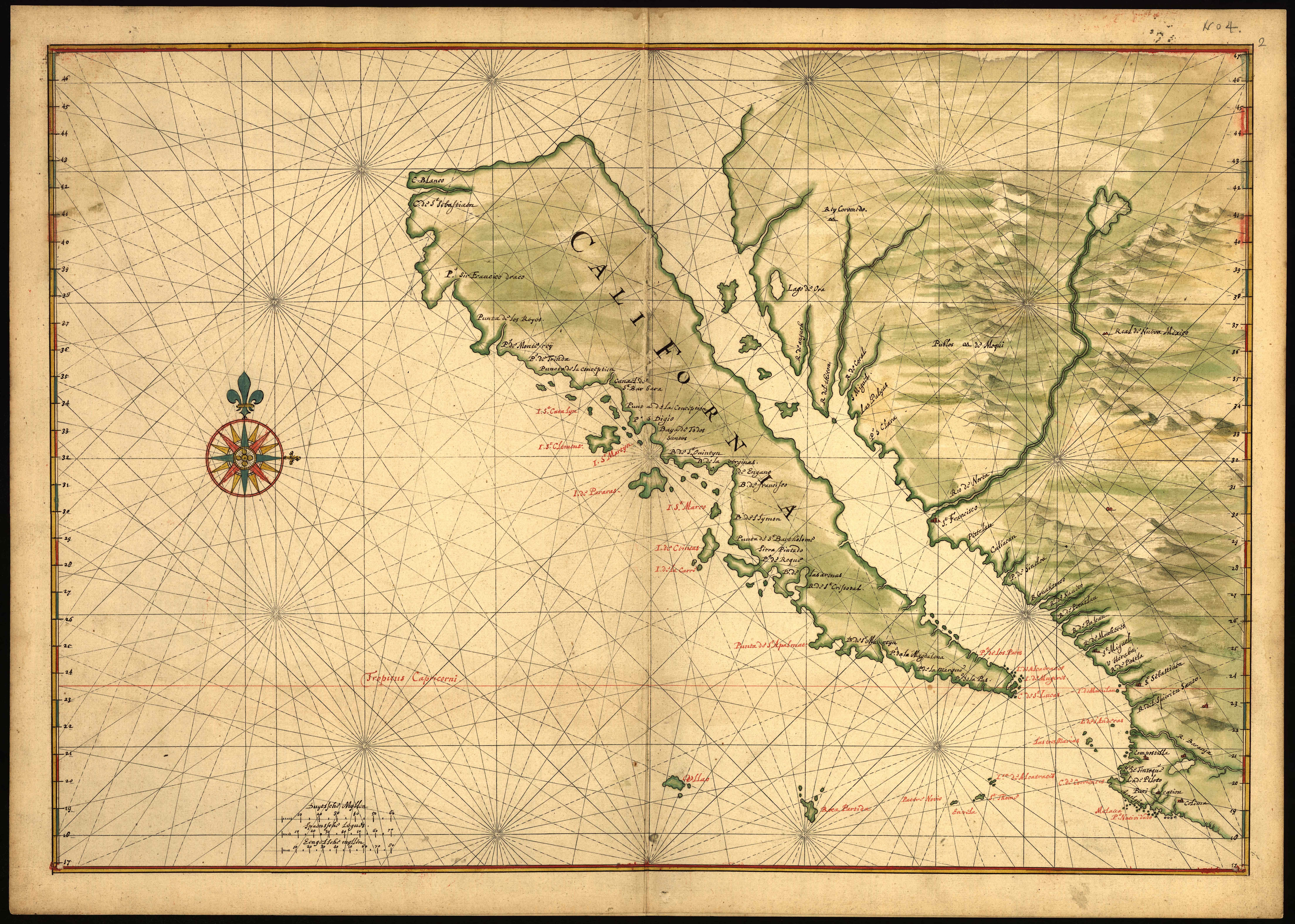
Califòrnia a l'any 1650 representada com una illa.

Francisco de Ulloa, va ser el primer a recórrer els dos litorals de la península de Califòrnia entre 1539 i 1540. Francisco d'Ulloa, en navegar i reconèixer completament la part alta del Golf de Califòrnia, conegut avui com Mar de Cortés, va establir correctament que la península no era una illa, com s'havia cregut equivocadament des del primer descobriment d'aquestes terres per Fortún Jiménez i Hernán Cortés.
Per la seva banda, la idea que la Califòrnia era una gran illa es va quedar fins que en la segona meitat de segle xvii, el jesuïta Eusebio Francisco Kino va explorar la franja nord de la suposada illa a peu, i es va adonar que era una península. El Pare Kino era geògraf i cartògraf, de manera que ell mateix va corregir el seu mapa inicial, en què deia illa la Califòrnia, i la va ajuntar al massís continental, amb el nom de Califòrnies o Carolines. A partir de llavors, es va començar a anomenar les Califòrnies a la zona, per diferenciar a l'Antiga o Baixa Califòrnia, al sud, de la Nova o Alta Califòrnia, al nord.
L'interès per explorar l'Alta Califòrnia va començar. Les missions jesuïtes a la península de Baixa Califòrnia van significar anys d'intensa labor. Es pensava que anava a ser igual de difícil colonitzar la nova zona. El procés va ser interromput en 1767, per l'expulsió dels jesuïtes. A l'any següent Fra Juníper Serra al davant de setze franciscans va arribar a l'Alta Califòrnia per evangelitzar-la. La Baixa Califòrnia va quedar en mans dels dominics.

## Missions espanyoles

### Pares presidents del sistema de Baja California
- Juníper Serra (1769–1784)
- Francesc Palou (en funciones) (1784–1785)
- Fermín Francisco de Lasuen (1785–1803)[21]
- Esteban Tápis (1803–1812)[22]
- José Francisco de Paula Señan (1812–1815), de Barcelona.[23]
- Mariano Payeras (1815–1820), de Inca.[24]
- José Francisco de Paula Señan (1820–1823)
- Vicente Francisco de Sarría (1823–1824)[25]
- Narcís Durán (1824–1827)[26]
- José Bernardo Sánchez (1827–1830)
- García Diego (1831–1835)[27]
- José González Rubio (1835–1843)
- José Anzar (1843–?)

## Baja 1000
La Baja 1000 (oficialment: SCORE Baja 1000) és una cursa de desert que té lloc a la Península de Baixa Califòrnia (Mèxic) anualment a finals de novembre, integrada en un campionat que inclou també altres curses: Baja 500, San Felipe 250 i Primm 300. L'esdeveniment és obert a diverses categories de vehicles, com ara motocicletes de petita i gran cilindrada, Volkswagen stock, vehicles de sèrie, buggies, camions i vehicles preparats per a curses.
La primera cursa oficial, amb el nom de NORRA Mexican 1000 Rally, se celebrà el 31 d'octubre de 1967. Sortia de Tijuana (Baixa Califòrnia) i arribava a La Paz (Baixa Califòrnia Sud), amb una longitud total d'1.366.333 km (849 milles). Els guanyadors foren la parella Vic Wilson/Ted Mangels, al volant d'un buggy Meyers Manx, amb un temps total de 27 hores i 38 minuts.

## Hotel California
Aquesta cançó del grup Eagles podria estar inspirada en un Hotel California real existent a la ciutat de Todos Santos (Baja California Sur).